# Máj
Máj (del checo para el mes de mayo) es una obra lírico-épica de Karel Hynek Mácha. Fue publicada en 1836 y se considera una obra culminante de la época del romanticismo checo en literatura. En esa composición, Mácha dejó a un lado el programa del Renacimiento checo nacional de la primera mitad del siglo XIX. En lugar de ello, trató la obra como una confesión de una persona romántica desolada, llena de inquietud y cuestiones sobre el sentido de la vida.

## Origen
La historia fue aparentemente inspirada en un acontecimiento real. Cerca de Mladá Boleslav, Hynek (Ignác) Schiffner fue ejecutado en la rueda en el año 1774, porque había matado a su padre en el municipio Dubá. Mácha escuchó esta historia unos sesenta años más tarde durante una de sus estancias en la región donde se encuentra hoy el llamado Lago de Mácha. El manuscrito de la obra fue descubierto durante de I Guerra Mundial en Katusice, cerca de Mladá Boleslav, como una parte de la herencia de Jan Nepomuk Krouský.

## Argumento
Un temido caudillo de bandoleros, Vilém, mata a su rival en el amor sin saber que se trata de su padre, que lo había expulsado de casa cuando era niño. Por eso debe ser ejecutado. En la cárcel de Vilém piensa sobre su destino, se despide de su vida y recuerda a su amada Jarmila. Rechaza su culpa, se ve a sí mismo como una víctima de su padre egoísta. El carcelero se compadece de él a causa de lo que Vilém le ha contado. Después de horas llenas de monólogos, donde la muerte actúa como el fin definitivo de la vida, el parricida es acompañado al cadalso por una muchedumbre que reza. En medio de la naturaleza de mayo se despide, con lágrimas en los ojos, de su tierra amada. Esta historia está precedida por una escena en la que Jarmila espera en vano a Vilém y se entera de su destino. En la parte final de la composición viene un viajero, que representa al autor, al lugar de la ejecución y es desanimado por el esqueleto en la rueda; se identifica con Vilém.

## Composición
Mayo cuenta con 4 cantos y 2 intermezzos. Toda la composición está precedida por una dedicación a Hynek Komm. El metro principal de Mayo es el yambo. La obra contiene gran cantidad de metáforas, cadenas de oxímoron. Además destaca por los epítetos, conexión de imágenes opuestas, contrarios (la luz/la oscuridad, la vida/la muerte), combinaciones de colores, expresión de movimiento y tensión provocada por el uso de verbos dinámicos, etcétera.

## Interpretación
Como todas las obras artísticas, Mayo también puede ser interpretado de muchas maneras. El autor publicó su poema con un comentario que dice que el fin de la composición es alabar la naturaleza primaveral. Sin embargo, la razón de este comentario era solo intentar confundir a la censura de entonces. Otra opción es concentrarse en los versos de los cantos III y IV en los que se conecta el motivo de la tierra con la nostalgia del tiempo pasado. El más profundo, sin embargo, es el segundo canto.
Allí espera Vilém la muerte mientras que piensa en el acto a causa del que debe morir, aunque él mismo no se sienta culpable. También hay versos que expresan el miedo de la muerte como nulidad y eternidad, lo que la crítica de entonces condenaba mucho.